# Ли Чан-Юр
Ли Чан-Юр, другой вариант — Ли Чан Юр (10 ноября 1924 года, село Николаевка, Ольгинский уезд, Приморская губерния, Дальневосточная область — 26 мая 1978 года) — звеньевой колхоза имени Свердлова Верхне-Чирчикского района Ташкентской области, Узбекская ССР. Герой Социалистического Труда (1951).

## Биография
Родился в 1924 году (по другим сведениям — в 1922 году) в крестьянской семье в селе Николаевке Ольгинского уезда.
В 1937 году вместе с родителями депортирован на спецпоселение в Ташкентскую область Узбекской ССР. Окончил семилетку в колхозе имени Свердлова Верхне-Чирчикского района. С начала 1950-х годов — рядовой колхозник, звеньевой полеводческого звена, бригадир, скотник в колхозе имени Свердлова Верхне-Чирчикского района.
В 1950 году звено Ли Чан-Юра получило в среднем с каждого гектара по 153,4 центнеров зеленцового стебля кенафа на участке площадью 9 гектаров. Указом Президиума Верховного Совета СССР от 22 мая 1951 года удостоен звания Героя Социалистического Труда с вручением ордена Ленина и золотой медали «Серп и Молот».
За выдающиеся трудовые достижения в 1952 году награждён вторым Орденом Ленина.
Трудился в колхозе имени Свердлова до своей скоропостижной кончины в мае 1978 года. Похоронен на кладбище бывшего колхоза имени Свердлова (сегодня — фермерское хозяйство имени Ахмеда Яссави Юкарычирчикского района).
Награды
- Герой Социалистического Труда
- Орден Ленина — дважды (1951, 1953)